# 앤 월턴 크롱키
앤 월턴 크롱키(Ann Walton Kroenke, /ˈkroʊŋki/)는 미국의 기업인이자 월마트 창립자 샘 월턴의 동생 제임스 월턴의 딸이다.
1995년 버드 월턴이 죽자 월마트 재산의 일부를 물려받았고 부동산 개발 업자이자 스포츠 재벌인 스탠 크롱키와 결혼하였다.

## 같이 보기
- 억만장자 목록